# Basta innamorarsi
Basta innamorarsi è un 33 giri di Fiorella Mannoia pubblicato nel 1990 dalla Dischi Ricordi (Catalogo: ORL 9057 - Matrici: ORL 9057-1/ORL 9057-2). Si tratta di una raccolta contenente alcuni brani della cantante romana e cover di grandi artisti quali Francesco De Gregori, Riccardo Cocciante, Fabrizio De André, Claudio Baglioni, Bruno Lauzi e Lucio Dalla.

## Tracce
Lato A
1. Alice – 3:43 (Francesco De Gregori; edizioni musicali BMG Ariola, It)
2. Margherita – 4:17 (Riccardo Cocciante e Marco Luberti; edizioni musicali BMG Ariola, Delta)
3. Nell'etereo mondo dei fiordalisi – 3:27 (testo: Mogol – musica: Mario Lavezzi; edizioni musicali Ariston Music)
4. Il pescatore – 3:16 (testo: Fabrizio De André – musica: Fabrizio De André, Gian Piero Reverberi, Franco Zauli; edizioni musicali Editori associati)
5. Amore bello – 4:51 (testo: Claudio Baglioni – musica: Claudio Baglioni e Antonio Coggio; edizioni musicali BMG Ariola)
6. Ogni volta che vedo il mare – 3:29 (testo: Gaio Chiocchio – musica: Tony Cicco; edizioni musicali Ariston Music)
7. L'anno che verrà – 3:26 (Lucio Dalla; edizioni musicali BMG Ariola)
8. A Milano – 3:38 (testo: Mogol – musica: Mario Lavezzi; edizioni musicali Ariston Music, La bussola, L'altra metà)

Durata totale: 30:07
Lato B
1. Ritornerai – 3:27 (Bruno Lauzi; edizioni musicali Ariston Music)
2. Chiara – 3:44 (testo: Oscar Avogadro – musica: Mario Lavezzi; edizioni musicali Mascheroni, Equipe)
3. Bene caro – 4:18 (testo: Mogol – musica: Piero Fabrizi; edizioni musicali Ariston Music)
4. Basta innamorarsi ancora di te – 3:49 (testo: Oscar Avogadro – musica: Mario Lavezzi; edizioni musicali Ariston Music)

Durata totale: 15:18